# Agnes Water
Agnes Water  est une localité australienne située dans la zone d'administration locale de Gladstone au Queensland.

## Géographie
Agnes Water est établie sur la côte est du Queensland central, au bord de la mer de Corail, à 450 km au nord de Brisbane.
C'est la plage de surf la plus au nord de la côte est de l'Australie.

## Histoire
Agnes Water tire son nom d'une exploitation pastorale louée pour la première fois par Daniel Clowes en 1883, qu'il baptise du nom de la goélette côtière Agnes, perdue en mer au large de cette côte en 1873.
Dans les années 1890, la plage devient un lieu populaire. La petite ville devient une destination de loisirs et des résidences de vacances sont construites, notamment sur Round Hill. Cependant, elle demeure quelque peu isolée et il faut attendre que la route qui la raccorde à l'extérieur soit complètement achevée au milieu des années 1990, pour véritablement lui donner son essor.
En 2018, Agnes Water devient la première localité du pays où les magasins et les hôtels acceptent les cryptomonnaies comme le bitcoin, le litecoin, l'ether et NEM.

## Démographie
| 2001  | 2006  | 2011  | 2016  | 2021  |
| ----- | ----- | ----- | ----- | ----- |
| 1 239 | 1 618 | 1 814 | 2 210 | 2 729 |